# Bangócs Gábor
Bangócs Gábor (Jászberény, 1960. június 26. –) festő, grafikus.

## Élete
Autodidaktaként indult, majd Makay József és Benke László festőknél vett órákat. 1980-tól csoportos képzőművészeti akciókat szervezett, 1981-ben alapította meg az Alkotárs csoportot. Az elvtárs, szaktárs, munkatárs, mint korabeli megszólítási formulák inspirálta az alkotárs név választását. Az 1988-ban kezdődő társadalmi átalakulásokkal a csoport összetétele is megváltozott, az alkotáshoz szükséges individualizmus kezdett ismét nagyobb teret nyerni életkörülményeiben. Ebben nagyrészt a The Pollock-Krasner Foundation New York ösztöndíja támogatta 1990-ben. Rendszeresen vett részt művésztelepeken és maga is aktív szervezője lett 2002-ig. Külföldi kiállítások, művésztelepek, tanulmányutak, egyéni utak segítették egyéni és kollektív alkotói munkáját, ezek Bulgária, Görögország, Németország, Olaszország, Románia, Ausztria, Szlovákia. 1990 -óta a tervezőgrafika, képgrafika, festészet és fotografika területén fogad megbízásokat, arculat, színpad, kirakat és könyvterveket, többször csapatban is Budapesten, Pécsett, Győrben, horvát, osztrák és szlovák kollégákkal.
Nagyobb méretű alkotásai a koncept gondolkodásnak az illusztrációi. Egy 2009-ben készült interjúban mondottai alapján "a fogalmi szinten zajló alkotói folyamat nem törekszik a kortárs kripták világába és nem kíván azonosulni a halál szellemével, ezért tartózkodik a kultúr-kategóriák és művészet-bástyák világától. Nem túlélésre és nem mauzóleumizálásra törekszik, hanem folyamatos megújulásra és növekedésre vágyik. Ezért változó és ideiglenes."
Korai munkáit /1982-87/ a különböző technikák keverése jellemezte, ezzel próbálta a rombolás atmoszféráját láthatóvá tenni, ami az emberi kapcsolatokra is jellemző. Kísérletei anyagtalánná válását ideologizálta 2002-től. Miután megfogalmazódott a következő mű terve, hiábavalóvá vált a létrehozása. A születés pillanata fontosabb a mű elkapkodott világrajövésének. 1993-tól egyszerű tárgyak egyberakásával fogalmazott meg többnyire ironikus üzenetet 2008-ig. A multi- és intermédia irányába forduló alkotói tendencia hatással lett a fogalomtárára. A "minimális, de az is digitális" -t törekszik közhelyesíteni.

## Fontosabb kiállítások
- Kortárs/pince/Galéria, Jászberény
- Fiatal Művészek Klubja, Budapest
- Stúdió Galéria, Budapest
- Alkotóház, Kisújszállás
- III. Grafikai Biennalé, Nagykőrös
- Vajda Lajos Stúdió Pinceműhely Szentendre, Alkotárssal
- RÓNA Csoport – Görög templom, Vác, Róna Csoporttal
- Duna Galéria, Budapest
- Fiatal Képzőművészek Stúdiója csoportos kiállításai
- Kelet-Európai Alkotóműhely, Békéscsaba
- Ferenczy Múzeum Képtár Szentendre, BLOCK csoportban
- A R T Camp Jászberény, Kortárs Galéria /1990-95/
- Tulln – Kunstwerkstatt, Bécs – Galeria Donoraum, csoportos kiállítások
- Vigadó Galéria, Budapest
- Erdély – Csíkszereda, Tilos Kávézó,
- Conselve Italy, csoportos
- MAMÜ – vel Göcseji Múzeum, Zalaegerszeg
- Pincegaléria- Budapest, Kecskeméti Képtár, Kecskemét
- Art Komp alkotótábor és kiállítás Pécs-Pogan,
- Táj-háj, Sopron

## Díjak, ösztöndíjak
- 1982   Országos Kisgrafikai Kiállítás , Cegléd , I. díj
- 1984   Megyei Kiállítás, Szolnok, nívódíj
- 1985   Jászberény Városi Tanács Nívódíja, Alkotárs csoporttal
- 1985   Kelet – magyarországi Filmszemle, Noszvaj, nívódíj /Intim expresszió/ VHS
- 1986   Fiatal Alkotók Nívódíja, Szolnok
- 1990   Pollock – Krasner Foundation művészeti ösztöndíja, New York
- 1994   NKA ösztöndíj /felkészülés sedaliai kiállításra, USA
- 2001-2003-2012 NKA alkotói támogatás új művek létrehozása

## Tagság
Fiatal Képzőművészek Stúdiója 1987-92, Művészeti Alap tagság-MAOE festő és intermédia tagozatban 1990 óta,  Képző és Iparművészeti Lektorátus Intermédia szak zsüri tagozatának, a HUNGART Vizuális Művészek Közös Jogkezelő Társasága., Róna csoport 1991, Block csoport 1993, Mamü Társaság 1994, Alkotárs csoportnak 2003, és az Alakart csoportoknak 2008-ig.

## További információ
- Gabor Bangocs képei (angolul)